# Muzeul de Etnografie și Folclor din Cracovia

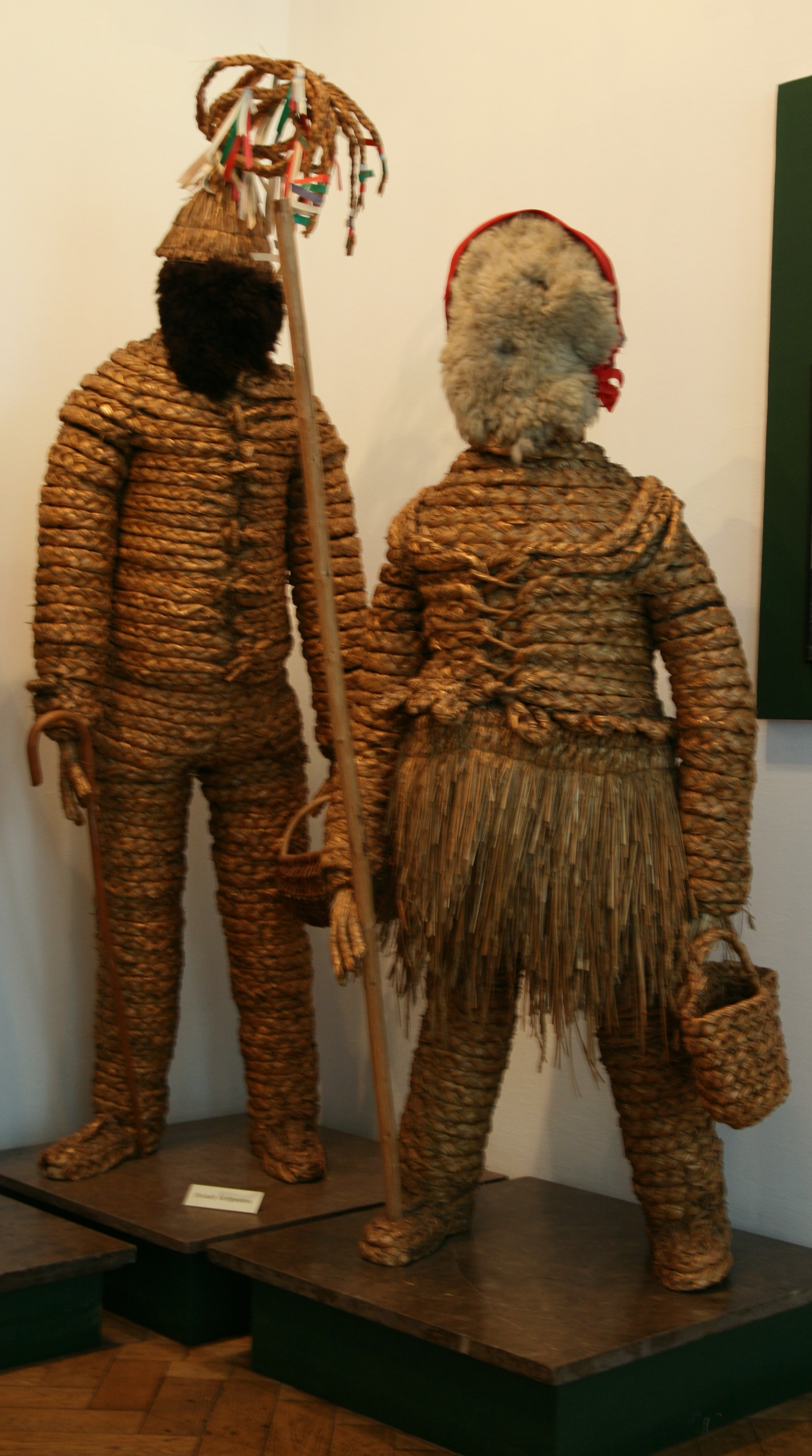
Costumaţie de paie pentru sărbătoarea Paştelui

Muzeul de Etnografie și Folclor din Cracovia (în poloneză Muzeum Etnograficzne im. Seweryna Udzieli w Krakowie), Polonia, este un muzeu creat în 1902 în asociere cu expoziția de artă populară a etnografului polonez Seweryn Udziela, care mai târziu a deenit și directorul muzeului. 